# Tlamatini
Le mot nahuatl « tlamatini » (pluriel : « tlamatinime ») désigne « celui qui sait », « le savant », « le sage », « le philosophe » ou encore « le devin ». Il servait en particulier, à l'époque préhispanique et coloniale,  à désigner celui qui avait appris à lire les codex mésoaméricains en nahuatl.